# 社会转型期
社会转型期是中华人民共和国常见的政治术语，指社会形态转换时社会各个方面发生重大变化的一个过渡时期。目前社会转型期专门用来指中国大陆开始改革开放以来的一个特殊历史时期。目前中国被认为正处于这一时期。